# Thyene corcula
Thyene corcula là một loài nhện trong họ Salticidae.
Loài này thuộc chi Thyene. Thyene corcula được Pavesi miêu tả năm 1895.